# Þórunn Arna Kristjánsdóttir
Þórunn Arna Kristjánsdóttir (transkribiert Thorunn Arna Kristjansdottir; * 13. März 1983 in Ísafjörður) ist eine isländische Schauspielerin und Sängerin.

## Leben und Karriere
Þórunn wurde 1983 in Ísafjörður geboren. Sie besuchte das dortige Gymnasium (Menntaskólinn á Ísafirði). Danach studierte sie an der Kunstakademie Islands. Ihr Debüt gab sie 2013 in dem Film Metalhead. Anschließend war sie 2014 in der Fernsehserie Ævar vísindamaður zu sehen. 2015 bekam Þórunn in dem Film Blóðberg eine Hauptrolle.
Außerdem wurde sie 2022 für die Serie Blackport gecastet. Im selben Jahr spielte sie in Randalín og Mundi: Dagar í desember mit. Unter anderem trat sie als Sophie in der Aufführung von Mamma Mia! im
Borgarleikhúsið auf.

## Filmografie
Filme
- 2013: Metalhead
- 2015: Blóðberg

Serien
- 2014: Ævar vísindamaður
- 2021: Vegferð
- 2022: Blackport
- 2022: Randalín og Mundi: Dagar í desember
- 2022: Áramótaskaup

## Diskografie

### Alben
- 2008: Hlustum Á Lífið
- 2018: Elsku Janet